# 무산의 비구름
《무산의 비구름》(In Expectation, 巫山云雨: Rainclouds Over Wushan)는 중국에서 제작된 장밍 감독의 1995년 영화이다. 장센밍 등이 주연으로 출연하였다. 싼샤 댐 건조 기간 중 양쯔강둑에 위치한 무산에 거주하는 외로운 두 사람들의 삶을 그리고 있다.
이 영화는 제1회 부산국제영화제에서 장밍 감독에게 뉴 커런츠상이 수여되었다.

## 출연
- 장센밍
- 중핑
- 왕원창